# サム・リー

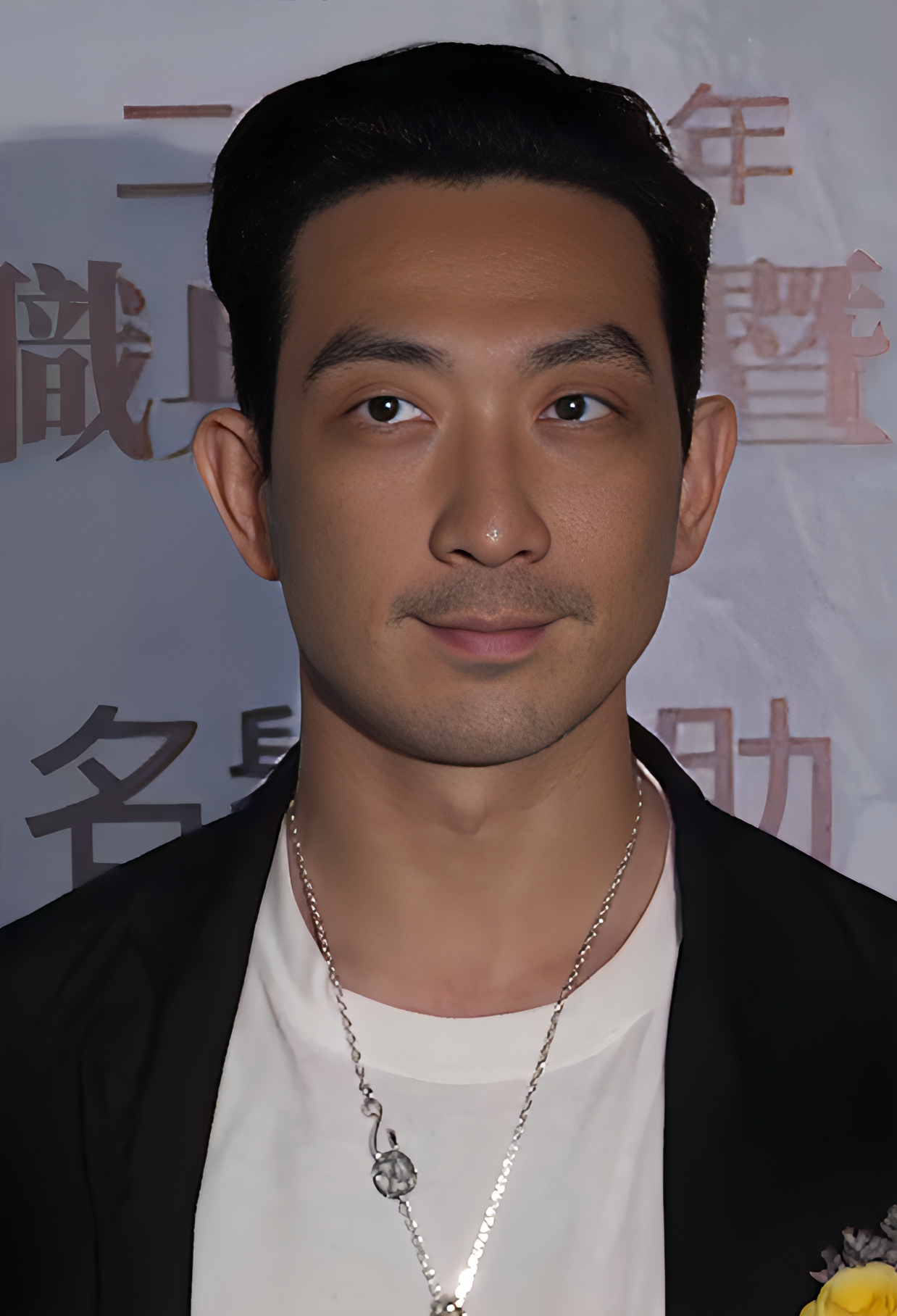
2019年

サム・リー（李璨琛、簡体字: 李 璨琛, 拼音: Lǐ Cànchēn、1975年9月27日-）は、香港生まれの俳優。ニックネームは阿森（アーサム）、森仔（サムチャイ）など。旧芸名は李燦森、本名は李瑋璁。

## 経歴
フルーツ・チャン監督によってスカウトされ、『メイド・イン・ホンコン』で主演デビュー。第17回香港電影金像奨最優秀新人賞を受賞した。
90年代にはニコラス・ツェーらと並んで、若手香港スターの一人として活躍。
2002年の窪塚洋介主演の映画『ピンポン』では、孔文革（コン・ウェンガ）役で存在感のある演技を見せた。他に『無問題2』にも出演し、日本での知名度も上昇。

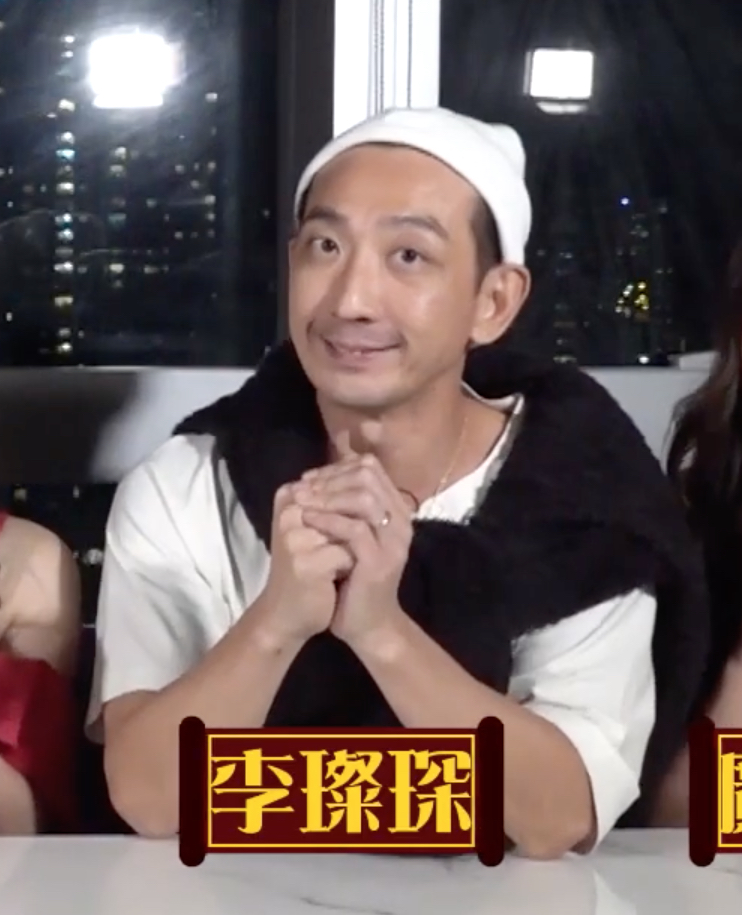
2020年

2005年に芸名を李燦森から李璨琛に改名。

## 主な出演作品
- メイド・イン・ホンコン（1997年）【香】
- 硝子のジェネレーション 香港少年激闘団（中国語版）（1998年:欲望の街 古惑仔（中国語版）シリーズの少年期ストーリー）【香】
- 激戦 A True Mob Story（1998年）【香】
- BEAST COPS野獣刑警（中国語版）（1998年）【香】
- 香港ゾンビ（中国語版）（1998年）【香】
- 花火降る夏（中国語版）（1998年）【香】
- ジェネックス・コップ（1999年:仲村トオル出演）【香】
- レジェンド・オブ・ヒーロー/中華英雄（1999年）【香】
- 八仙飯店之人肉饅頭3/エンド・オブ・マーダー（1999年）【香】
- ゴージャス（1999年）【香】
- スイート・ムーンライト（1999年:三田あいり出演の東京が舞台のラブストーリー）【香】
- もういちど逢いたくて/星月童話（中国語版）（1999年:常盤貴子主演）【日・香】
- 人体実験外科医 ドクターX（中国語版）（1999年）【香】
- 曖昧な週末（1999年）【香】
- わすれな草（2000年）【香】
- スパイチーム（中国語版）（2000年）【香】
- ジェネックス・コップ2（中国語版）（2000年）【香】
- ジェネックスゾンビ（2000年）【香】
- カラー・オブ・ペイン 野狼（2001年:澤田拳也主演）【香】
- ファイナル・ロマンス 天若有情III（中国語版）（2001年）【香】
- トランサー 霊幻警察（2001年）【香】
- ノイズ（2001年）【香】
- 無問題2（2001年:岡村隆史主演）【日・香】
- スー・チー in ヴィジブル・シークレット（2002年）【香】
- ピンポン（2002年:窪塚洋介主演）【日】
- トイレ、どこですか?（中国語版）（2002年:阿部力主演）【香】
- 大阪プロレス飯店（中国語版）（2003年:上野未来出演）【日・香】
- 1:99電影行動（中国語版）（2003年）【香】
- 花嫁の挽歌（2004年）【香】
- ワンナイト・イン・モンコック（2004年）【香】
- エンター・ザ・フェニックス （2004年）【香】
- ディバージェンス 運命の交差点（中国語版）（2005年）【香】
- ドッグ・バイト・ドッグ （2006年）【香】
- 夜の上海 （2007年:本木雅弘主演）【日・中】
- インビジブル・ターゲット （2007年）【香】
- さそり（2008年:水野美紀主演）【日】
- アイ・カム・ウィズ・ザ・レイン（2009年:木村拓哉出演）【仏】
- エンジェル・バトラー 戦闘無双（2009年）
- 黒い殺意（中国語版）（2013年）【中】
- ファイティング・タイガー（2013年）【米・中】
- 香港警察 -最後の撃突-（中国語版）（2013年）【香】
- ミッドナイト・アフター（中国語版）（2014年）【香】
- Lost in Hong Kong（中国語版）（2015年）【中】
- ワイルド・シティ（中国語版）（2015年）
- 愛・革命（2016年:夏菜主演）
- 淪落の人（中国語版）（2018年）